# Albardeca
La albardeca es un caballete o cubierta que se pone sobre las tapias, muros o aletas de obras para que no penetren en ellas las aguas pluviales ni resbalen por los paramentos, causando daño.
En las paredes de cerca se les da doble vertiente para que escurra mejor el agua.